# Clef de Hollande
Clef de Hollande is een gehuchtje in Ploegsteert, een deelgemeente van de Belgische gemeente Komen-Waasten. Het ligt op de grens van het Belgische Ploegsteert en de Franse gemeente Niepkerke. Ruim een kilometer ten oosten ligt het Belgisch gehucht Le Bizet en ruim een kilometer ten zuiden de Franse wijk Pont-de-Nieppe.

## Geschiedenis
De naam van de plaats verwijst naar een Nederlands grensgarnizoen dat van 1715 tot 1782 in Ploegsteert gelegerd was als verdediging van de Zuidelijke Nederlanden tegen Frankrijk. De plaats lag net ten noorden van de toenmalige loop van de Leie.
Het gehuchtje behoorde aan de Belgische kant tot een zuidoostelijke uitloper van het grondgebied van de West-Vlaamse gemeente Nieuwkerke. Omdat het Franstalig was, werd het bij het vastleggen van de Taalgrens in 1963 echter ondergebracht bij Ploegsteert, dat van West-Vlaanderen werd overgeheveld naar de Waalse provincie Henegouwen.